# Windows 8.1
| Windows /笔记本电脑操作系统市占率統計  | Windows /笔记本电脑操作系统市占率統計 | Windows /笔记本电脑操作系统市占率統計 | Windows /笔记本电脑操作系统市占率統計 | Windows /笔记本电脑操作系统市占率統計 |
| -------------------------------------- | ------------------------------------- | ------------------------------------- | ------------------------------------- | ------------------------------------- |
|                                        |                                       |                                       |                                       |                                       |
| Windows 10                             | Windows 10                            |                                       | 52.92%                                | 52.92%                                |
| Windows 11                             | Windows 11                            |                                       | 43.73%                                | 43.73%                                |
| Windows 7                              | Windows 7                             |                                       | 2.4%                                  | 2.4%                                  |
| Windows XP                             | Windows XP                            |                                       | 0.39%                                 | 0.39%                                 |
| Windows 8.1                            | Windows 8.1                           |                                       | 0.28%                                 | 0.28%                                 |
| Windows 8                              | Windows 8                             |                                       | 0.23%                                 | 0.23%                                 |
| 其他                                   | 其他                                  |                                       | 0.05%                                 | 0.05%                                 |
|                                        |                                       |                                       |                                       |                                       |
| 根据2025年4月StatCounter統計数据制作。 |                                       |                                       |                                       |                                       |

Windows 8.1（开发代号“Blue”）是微軟推出的Windows NT作業系統，為Windows 8的後繼者。正式版於2013年10月17日公开发行。
Windows 8.1旨在解决Windows 8在发布时收到的意见和批评。改进之处包括恢复了位于任务栏中的开始按钮、优化的开始屏幕，新增了一系列应用程序，集成了Bing的搜索功能，加强的OneDrive（原SkyDrive）体验，以及Internet Explorer 11更新。
Windows 8.1 还增加了对当时最新技术的支持，例如对高分辨率增加更高的缩放、3D打印、ReFS文件系统以及NVMe支持。
相比Windows 8，Windows 8.1获得了更多的正面评价。尽管如此，Windows 8.1仍因为没有解决Windows 8的部分问题而受到批评，例如在开始屏幕与桌面之间较差的融合性，以及因扩大在线服务而可能引发的潜在隐私问题。
Windows 8.1後續系統為Windows 10。Windows 8.1主流支援已於2018年1月9日到期，延伸支援已於2023年1月10日到期。

## 开发歷史
- 2013年6月27日，微軟推出Windows 8.1預覽版供用戶免費試用。
- 2013年10月16日，微軟推出Windows 8.1免費下載升級版，提供Windows 8用戶使用。
- 2013年10月18日，Windows 8.1升級和零售版正式上市。
- 2013年10月21日，Windows RT 8.1在釋出以後很快便有許多用戶在升級Windows RT 8.1後發生蓝屏死机現象，微軟緊急將Windows RT 8.1從商店暫時下架，翌日重新上架。
- 2014年4月2日，微软在Build 2014上宣布Windows 8.1 Update将发布，并在稍后提供给MSDN订户。
- 2014年4月8日，Windows 8.1 Update正式提供給所有用戶。

## 系統需求
Windows 8.1系統需求：

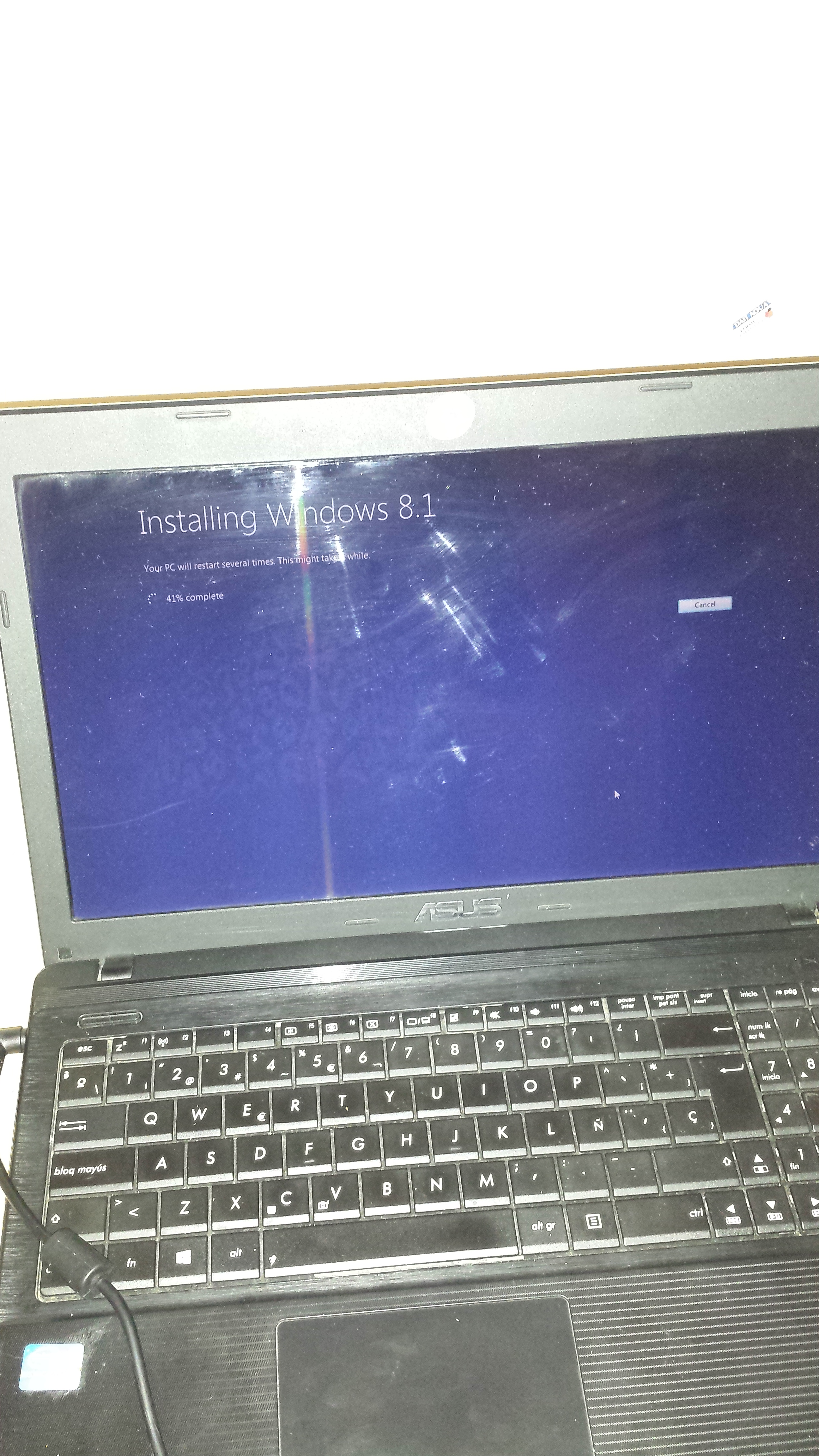
一台正在安裝Windows 8.1的筆記型電腦

- 处理器：x86或x64 1.1 GHz及以上
- 内存：1 GB（32位元）或2 GB（64位元）
- 硬碟空间：16 GB可用（32位元）或20 GB可用（64位元）
- 顯示卡：DirectX 9图形设备（带有WDDM驱动程序）

Windows RT 8.1系統需求：
- 处理器：32-bit ARM（ARMv7）
- 有10 GB可用存储空间
- 安装Windows RT 8.1預覽版后将无法还原Windows RT。但可以升级到Windows RT 8.1的最终版本。
- 若有安裝其他地區的語言，在安裝WIndows 8.1之後會被移除，需要在安裝完Windows 8.1之後到控制台重新下載語言。

### 额外要求
除了满足Windows 8.1系统需求外，如果需要完成某些特定功能时，还有一些额外需求。
- 支持CMPXCHG16b、PrefetchW和LAHF/SAHF的CPU。（64位安装）
- 支持多点触控的平板或显示器。（用于触控）
- Internet连接、至少1024x768的屏幕分辨率以及Microsoft帐户。（安裝Windows，登錄，進入Windows Store并下载和运行应用程式）
- 安全開機需要支援UEFI v2.3.1 Errata B的韌體，而且UEFI簽章資料庫中必須有Microsoft Windows 憑證授權單位
- 某些遊戲和程式可能需要與DirectX 10或更高版本相容的圖形卡，才能有最佳的效能。
- 需要個別的播放軟體，如Windows Media Center（Windows Media Center授權需另行購買），才能觀賞DVD-Video。
- BitLocker To Go需要可信平台模塊（TPM）1.2或USB隨身碟（僅限Windows 8.1專業版）。
- 用戶端Hyper-V需要包含第二層位址轉譯（SLAT）功能的64位元系統及額外的2 GB RAM（僅限Windows 8.1專業版）。
- 需要數位電視棒，才能在Windows Media Center中播放及錄製電視節目（僅限Windows 8.1專業版套件和Windows 8.1 Media Center套件）。
- Miracast需要支援Windows顯示驅動程式模型（WDDM）1.3的顯示卡以及支援Wi-Fi Direct的Wi-Fi介面卡。
- InstantGo僅適用於針對「連線待命」所設計的電腦。

## 新功能
- Windows 8.1（僅限於64位元版本）是微軟公司的第一款完整支援48位元虛擬記憶體訪存的作業系統，此前的x64位元版本僅僅達到對44位元的虛擬記憶體空間的支援。為了達到這個特性，依據微軟體作業系統的內部實現機制，CMPXCHG16b指令做為處理必先支援的前提。虛擬記憶體空間的擴展並不破壞原有x64位元程式的兼容性[5]。
- 可從Windows Store取得更新，但是也能使用ISO檔案進行升級、全新安裝[6]（不含Windows 8.1 RT預覽版）
- 螢幕鎖定时可以以幻灯片方式显示照片和启动相机
- 恢復Windows 8移除的开始按钮（点击可以进入开始畫面）[7]
- 分屏改进（支持三分屏和同一应用分屏）
- 重新设计的“設定”包含傳統“控制台”中的大部分功能。
- 新的应用程式：闹钟、扫描、阅读列表、Bing 健康這類型的常用應用程式
- 搜索“Charm菜单支持网络搜索”
- 共享“Charm菜单支持分享螢幕截图”
- 从Windows Vista开始的名稱「電腦」（英文為「Computer」）改名为「本機」(英文為「This PC」)。

### 开始屏幕
- 开始屏幕背景支持更多的颜色
- 支持将桌面背景设为开始螢幕背景
- 添加“自訂”操作
- 支持4種大小的磁貼，分別為小（Small）、中（Medium）、寬（Wide）及大（Large），而Windows 8只有中及寬這2種大小。
- 底部的“查看所有應用”按鈕（或從開始屏幕向上滑動）可瀏覽所有應用程式，同時支持按照名稱、安裝日期、最多使用以及種類篩選。
- 簡體中文版的“開始”二字的字體由微軟正黑體改為微軟雅黑
- 解決了非Metro應用在開始界面表現不佳的問題（即只有圖標在變，磁貼顏色還是一樣，非常單調），現在可根據圖標主色決定磁貼的背景色彩。
- 加入了電源按鈕和搜尋按鈕

### 启动与导航
- 將可以設定启动后直接进入桌面
- 转到开始螢幕（按下Windows標誌键）时显示所有应用程式

### Win+X選單
- 新增“关机”選單

### Windows应用程式商店
- 新增強制更新可更新的应用程式，而无需用户操作。
- Windows Store外觀將變得更易使用，全新的外觀能更快找到應用程式。
- 安裝時將會在應用程式的動態磚上顯示安裝進度。

### 雲端整合
- 需要Microsoft Account登入系統以做最佳整合
- 安裝時將會要求輸入Microsoft Account的手機、電子信箱驗證碼以提高安全性。
- OneDrive的Windows UI App以及傳統桌面適用的OneDrive會整合至系統，並可以離線存取雲端資料[8]，可以直接当做文件夹使用（在文件资源管理器左侧的树目录下），同时是Microsoft Office文档的預設保存位置。

## 移除的功能
- 传统的Windows备份程序（所有控制面板项中的“Windows 7檔案修復”功能）
- 默认隐藏库，转而使用类似于 Windows XP 中的文件夹用于存放用户个人资料
- Windows体验指数（WEI）不再在系统內容中显示
- 訊息中心

## Windows 8.1版本比較
| 功能名稱                                           | Windows RT 8.1 | Windows 8.1 | Windows 8.1專業版 | Windows 8.1企業版 |
| 使用者體驗                                         | 使用者體驗     | 使用者體驗  | 使用者體驗        | 使用者體驗        |
| -------------------------------------------------- | -------------- | ----------- | ----------------- | ----------------- |
| 應用程式啟動其他應用程式（新推出）                 | ✔              | ✔           | ✔                 | ✔                 |
| 一次自訂多種動態磚（新推出）                       | ✔              | ✔           | ✔                 | ✔                 |
| 鎖定螢幕照片投影片放映（新推出）                   | ✔              | ✔           | ✔                 | ✔                 |
| 四種動態磚大小（新推出）                           | ✔              | ✔           | ✔                 | ✔                 |
| Microsoft帳戶登入                                  | ✔              | ✔           | ✔                 | ✔                 |
| 可多重執行同一應用程式（新推出）                   | ✔              | ✔           | ✔                 | ✔                 |
| 一次開啟最多四個不同大小的視窗（新推出）           | ✔              | ✔           | ✔                 | ✔                 |
| 選擇開機至桌面/所有應用程式畫面/開始畫面（新推出） | ✔              | ✔           | ✔                 | ✔                 |
| 電腦設定功能再精進（新推出）                       | ✔              | ✔           | ✔                 | ✔                 |
| 直向模式功能再精進（新推出）                       | ✔              | ✔           | ✔                 | ✔                 |
| 由Bing智慧支援的搜尋（新推出）                     | ✔              | ✔           | ✔                 | ✔                 |
| 設定桌面背景圖檔做為開始畫面背景（新推出）         | ✔              | ✔           | ✔                 | ✔                 |
| [開始]按鈕（新推出）                               | ✔              | ✔           | ✔                 | ✔                 |
| 開始畫面和動態磚                                   | ✔              | ✔           | ✔                 | ✔                 |
| 觸控鍵盤與縮小鍵盤                                 | ✔              | ✔           | ✔                 | ✔                 |
| 應用程式                                           |                |             |                   |                   |
| 自動從Windows市集執行應用程式更新（新推出）        | ✔              | ✔           | ✔                 | ✔                 |
| 內建應用程式（郵件、行事曆、聯絡人等）             | ✔              | ✔           | ✔                 | ✔                 |
| 安裝及執行桌面應用程式（x86/x64）                  |                | ✔           | ✔                 | ✔                 |
| Internet Explorer 11（新推出）                     | ✔              | ✔           | ✔                 | ✔                 |
| Microsoft Office Home & Student 2013 RT包含在內    | ✔              |             |                   |                   |
| Windows Media Player                               |                | ✔           | ✔                 | ✔                 |
| Windows市集                                        | ✔              | ✔           | ✔                 | ✔                 |
| Xbox SmartGlass 含Play To/Play On                  | ✔              | ✔           | ✔                 | ✔                 |
| 裝置與週邊設備                                     |                |             |                   |                   |
| 3D列印支援（新推出）                               | ✔              | ✔           | ✔                 | ✔                 |
| 生物特徵辨識註冊（新推出）                         | ✔              | ✔           | ✔                 | ✔                 |
| InstantGo                                          | ✔              | ✔           | ✔                 | ✔                 |
| MiraCast無線顯示支援（新推出）                     | ✔              | ✔           | ✔                 | ✔                 |
| 行動熱點Wi-Fi網際網路共用（新推出）                | ✔              | ✔           | ✔                 | ✔                 |
| 多顯示器改進功能（新推出）                         | ✔              | ✔           | ✔                 | ✔                 |
| 儲存空間                                           |                | ✔           | ✔                 | ✔                 |
| Wi-Fi直接無線列印支援（新推出）                    | ✔              | ✔           | ✔                 | ✔                 |
| 系統                                               |                |             |                   |                   |
| CPU插槽                                            | 1              | 1           | 2                 | 2                 |
| RAM上限                                            | 4 GB           | 128 GB      | 512 GB            | 512 GB            |
| 掛接ISO/VHD                                        | ✔              | ✔           | ✔                 | ✔                 |
| 重設及重新整理您的電腦                             | ✔              | ✔           | ✔                 | ✔                 |
| 操作中切換語言（語言套件）                         | ✔              | ✔           | ✔                 | ✔                 |
| VHD開機                                            |                |             | ✔                 | ✔                 |
| Windows Update                                     | ✔              | ✔           | ✔                 | ✔                 |
| 管理                                               |                |             |                   |                   |
| 指定存取（新推出）                                 | ✔              |             | ✔                 | ✔                 |
| 用戶端Hyper-V                                      |                |             | ✔                 | ✔                 |
| 裝置註冊（新推出）                                 | ✔              | ✔           | ✔                 | ✔                 |
| 網域加入                                           |                |             | ✔                 | ✔                 |
| Exchange ActiveSync                                | ✔              | ✔           | ✔                 | ✔                 |
| 群組原則                                           |                |             | ✔                 | ✔                 |
| 支援Open MDM（新推出）                             | ✔              | ✔           | ✔                 | ✔                 |
| 側載LOB應用程式                                    | <分開另售>     |             | <分開另售>        | ✔                 |
| 開始畫面控制（新推出）                             |                |             |                   | ✔                 |
| Windows To Go製作工具                              |                |             |                   | ✔                 |
| 工作資料夾（新推出）                               | ✔              | ✔           | ✔                 | ✔                 |
| 加入工作地點（新推出）                             | ✔              | ✔           | ✔                 | ✔                 |
| 安全性                                             |                |             |                   |                   |
| AppLocker                                          |                |             |                   | ✔                 |
| 二進制擴充掃描                                     | ✔              | ✔           | ✔                 | ✔                 |
| BitLocker與BitLocker To Go                         |                |             | ✔                 | ✔                 |
| 裝置加密                                           | ✔              | ✔           | ✔                 | ✔                 |
| 家庭安全                                           | ✔              | ✔           | ✔                 | ✔                 |
| BYOD的多重要素驗證（新推出）                       | ✔              | ✔           | ✔                 | ✔                 |
| 圖片密碼                                           | ✔              | ✔           | ✔                 | ✔                 |
| 遠端企業資料移除（新推出）                         | ✔              | ✔           | ✔                 | ✔                 |
| 信任式開機                                         | ✔              | ✔           | ✔                 | ✔                 |
| Windows Defender                                   | ✔              | ✔           | ✔                 | ✔                 |
| Windows SmartScreen                                | ✔              | ✔           | ✔                 | ✔                 |
| 網路功能                                           |                |             |                   |                   |
| BranchCache                                        |                |             |                   | ✔                 |
| 內建的VPN用戶端                                    | ✔              | ✔           | ✔                 | ✔                 |
| 網路                                               |                |             |                   | ✔                 |
| 遠端桌面（用戶端）                                 | ✔              | ✔           | ✔                 | ✔                 |
| 遠端桌面（主機）                                   |                |             | ✔                 | ✔                 |
| VDI增強功能                                        |                |             |                   | ✔                 |

Windows 8.1 Update1新增了专业教育版，但是这个版本与专业版的功能几乎无异。

## CMPXCHG16b指令
Windows 8.1要求電腦必需支援CMPXCHG16b記憶體交換指令，這在Windows 8並不是必需的。Microsoft的解釋「這麼做是為了提升Windows系統的安全有效，根據我們的數據，受影響的處理器數量是極其微小的，因為CMPXCHG16b指令出現已經超過10年了，這並不是什麼新技術」。但是一些電腦並不支援此指令，更有使用者購買了正版Windows 8但不能升級Windows 8.1。
早期的64位元AMD處理器，包括Athlon 64 X2和Opteron 185，並不支持CMPXCHG16b指令。Intel處理器方面，雖然Core 2處理器支援此指令，但不少P35、P45主機板並不支援此指令，而這些主機板是在2009到2010年生產的。